# القنفذ سونيك (لعبة فيديو 1991)
القنفذ سونيك (بالإنجليزية: Sonic the Hedgehog ؛ باليابانية: ソニック・ザ・ヘッジホッグ ) هي أول لعبة من سلسلة سونيك على الجهاز ميگا درايڤ.وصدرت لأول مرة في 23 يونيو 1991، ناشر اللعبة من شركة سيگا و تطوير اللعبة من قبل سونيك تيم. مبتكر شخصية سونيك هو ناوتو أوشيما ويوجي ناكا.

## طريقة لعب

چرين هيل زون هي أول مرحلة للعبة

القنفذ سونيك هي لعبة منصة ثنائية الأبعاد للتمرير الجانبي. تركز طريقة اللعب على قدرة سونيك على الجري بسرعة عالية عبر مستويات تشمل الينابيع والمنحدرات والحفر و الحلقات للدوران وجمع الخواتم و تدمير روبوتات لتحرير الحيوانات ، يُمنح اللاعب ثلاثة أرواح في بداية اللعبة و عندما تجمع 100 خاتم يكافئ اللاعب بحياة إضافية وكذلك توجد مراحل خاصة عن جمع 50 خاتم في نهاية كل مرحلة .

## روابط خارجية
- القنفذ سونيك على موقع IMDb (الإنجليزية)